# Broad Haven
Broad Haven è una vasta insenatura della coste nord-occidentale del Mayo, in Irlanda.

## Morfologia
Abbastanza uniforme nella parte più esterna e di forma grosso modo circolare, si indenta in maniera molto stretta in alcune parti interne, la principale e più vasta delle quali si insinua prima verso sud e poi verso ovest fino a raggiungere il lembo di terra dove è situato il centro abitato di Belmullet, che la divide dalla Baia di Blacksod: quest'ultima è a nemmeno 1 km dall'altra baia, ma non è collegata via mare se non per chilometri e chilometri, formando entrambi i bracci di mare la estesa penisola di Mullet che però è collegata al resto della terraferma da un istmo di ridotte dimensioni.